# Poduszka (neuroanatomia)
Poduszka (łac. pulvinar) – w anatomii człowieka tylna część wzgórza, w której znajdują się jądra poduszki (nuclei pulvinares). 
Ma obukierunkowe połączenia z korą kojarzeniową potyliczną, ciemieniową i skroniową, otrzymuje impulsację z ciał kolankowatych bocznych i przyśrodkowych oraz wzgórków górnych. Funkcją poduszki jest integracja informacji wzrokowej, słuchowej i czuciowej, Uszkodzenie tej struktury po stronie dominującej może się objawić afazją czuciową.